# Annansaari (ö i Birkaland, Tammerfors, lat 61,28, long 24,18)
Annansaari är en ö i Finland. Den ligger i sjön Mallasvesi och i kommunen Pälkäne i den ekonomiska regionen Tammerfors och landskapet Birkaland, i den södra delen av landet, 130 km norr om huvudstaden Helsingfors. Öns area är 1,5 hektar och dess största längd är 220 meter i öst-västlig riktning.